# Josip Jelačić
Josip hrabě Jelačić z Bužimi (chorvatsky Josip gróf Jelačić Bužimski, 16. října 1801, Petrovaradín – 20. května 1859, Záhřeb), často označovaný jen jako bán Jelačić, byl chorvatský generál a bán v letech 1848–1859.

## Život

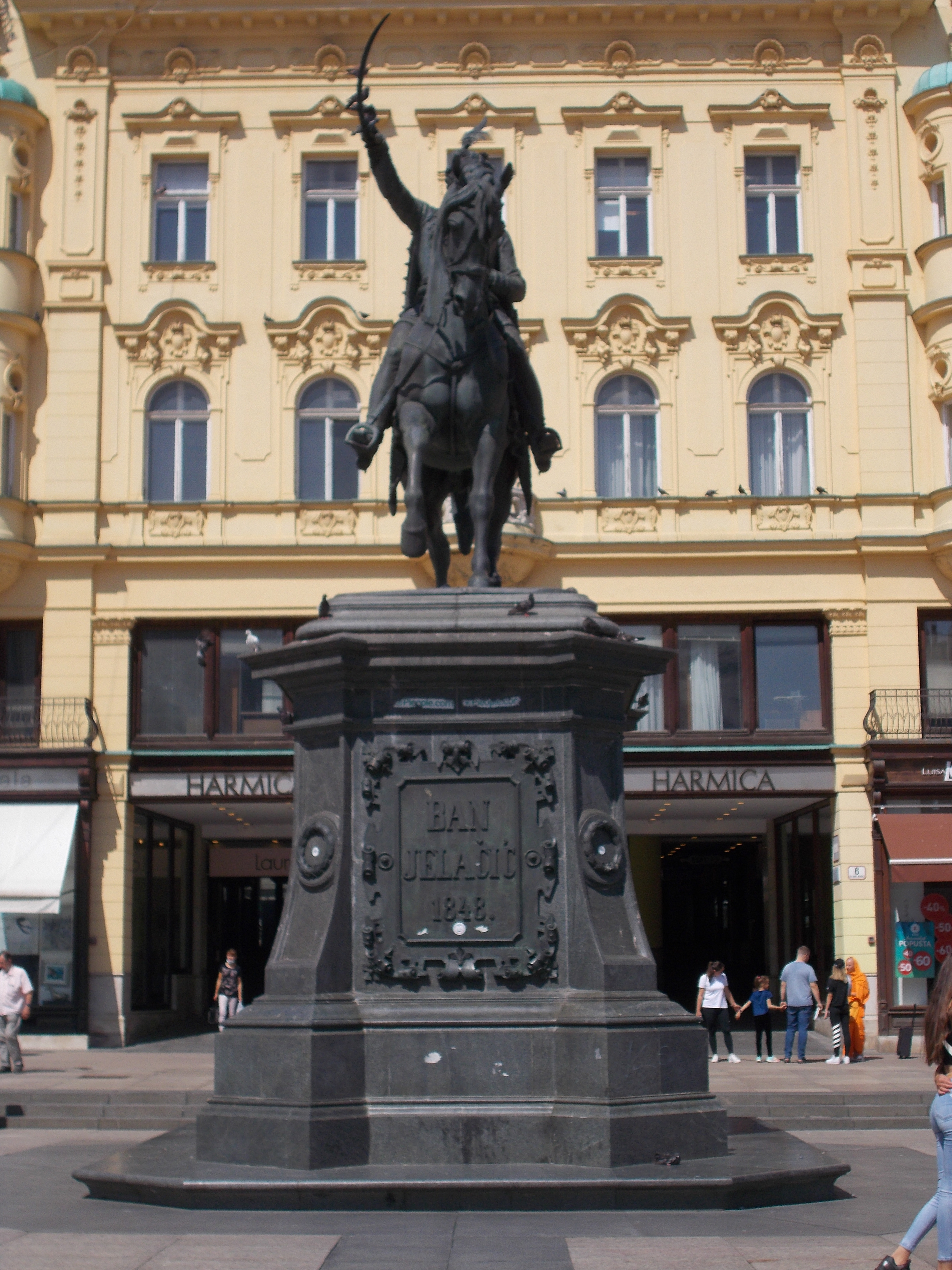
Jezdecká socha bána Jelačiće na stejnojmenném náměstí v Záhřebu

Pocházel ze šlechtické rodiny Jelačićů. Během své vlády v Chorvatsku zrušil nevolnictví a vyhlásil první volby do Saboru (zemského sněmu).
Od roku 1819 sloužil jako důstojník v různých oblastech po celé habsburské monarchii, mezi něž patřila Vídeň, Halič, oblasti dnešní Itálie a Chorvatska. Velel několika akcím rakouského vojska, které byly vedeny proti Turkům, napadajícím z Bosny jižní tzv. vojenskou hranici monarchie.
V roce 1848 se mu podařilo sjednotit všechny chorvatské země do tzv. Trojjediného království, skládalo se z Chorvatska, Slavonie a Dalmácie.[zdroj?] Nicméně tato jednota trvala pouze v revolučním období 1848–1849.
Jako vojevůdce zvítězil v řadě bitev proti vzbouřencům (především Uhrům během revolučního roku 1848). Výrazně přispěl k porážce maďarského povstání, a také povstání ve Vídni. Jelačićova loajalita k Rakousku byla vždy absolutní a nikdy nebyla zpochybněna.[zdroj?] Jako vojevůdce vždy zastával zájmy Vídně, jako chorvatský bán tvrdě potíral veškeré snahy o jinou politickou linii, než tu stanovenou Vídní, či Budapeští. Rozhodl o zákazu několika kritických novin a časopisů a podporoval[zdroj?] politiku tehdejšího rakouského premiéra, Alexandra Bacha.
23. července 1850 se na zámku v Napajedlech oženil s hraběnkou Sofií von Stockau z rodu pánů ze Stockau. V prosinci roku 1854 se jim narodila dcera Ana, která zemřela v kojeneckém věku na choleru.

## Ocenění
O jeho činech byly sepisovány oslavné básně. Jeho portrét zdobí bankovku o hodnotě 20 kun. Nejvýznamnější náměstí v Záhřebu nese jeho jméno (viz dále).
Jezdecký pomník Josipa Jelačiče, který vytvořil rakouský sochař Anton Dominik Fernkorn, vévodil centrálnímu záhřebskému náměstí (Trg bana Josipa Jelačiće) od roku 1866. Socha tehdy mířila napřaženým mečem severním směrem (na Maďarsko). V roce 1947 nechala komunistická vláda Jugoslávie sochu odstranit a náměstí přejmenovala na Trg Republike (Náměstí republiky). Během rozpadu Jugoslávie v roce 1990, kdy byla Jelačićova role opět pozitivně vnímána, byla socha vrácena na náměstí, které bylo po něm znovu přejmenováno. Socha ale byla nově umístěna a otočena tak, že nyní nenapřahuje meč severním směrem, ale jižním.